# Järnstad
Järnstad är en herrgård i Ödeshögs kommun (Stora Åby socken) i Östergötlands län. 

## Historik
Järnstad är en herrgård i Stora Åby socken, Lysings härad. På 1700-talet hette gården Jermestad. Under äldre tider tillhörde gården släkten Rosencrantz eller Rosensvärd. Från 1680 ägdes gården av Gudmund Bruun. På 1750-talet ägdes hälften av gården av kornetten Brunn och den andra halva av gården korpralen Aurell. Gården var från 1825 delad mellan bönders.